# الی پاروو
اِلی پاروو (انگلیسی: Elli Parvo؛ ۱۷ اکتبر ۱۹۱۵ – ۱۹ فوریهٔ ۲۰۱۰) بازیگر اهل ایتالیا بود.
از فیلم‌هایی که وی در آن نقش داشته‌است، می‌توان به کارمن، فریاد، زوزه، الهه عشق و برادران کارامازوف اشاره کرد.